# José Antonio Reyes Calderón
José Antonio Reyes Calderón (Utrera, 1 de setembre de 1983 - Sevilla, 1 de juny de 2019) va ser un futbolista espanyol que jugava com a davanter.
Va ser internacional amb la selecció espanyola.
Va ser el jugador més jove en debutar a primera divisió amb el Sevilla quan tenia 16 anys. Al mercat d'hivern de la temporada 2003-04 va ser traspassat a l'Arsenal anglès per uns 30 milions d'euros. Allà hi va guanyar una Premier League (el primer espanyol en aconseguir-ho) el 2004, una Community Shield el mateix any, i una FA Cup el 2005.
A partir d'aquí els seus problemes d'adaptació van provocar que fos cedit una temporada al Reial Madrid, amb el qual va guanyar la Lliga el 2007, i més tard fou traspassat a l'Atlètic de Madrid aquell mateix any. Posteriorment fou cedit al Benfica portuguès. Posteriorment va jugar amb el Sevilla (2012-2016), l'Espanyol (2016-2017), el Córdoba (2018), el Xinjiang Tianshan Leopard F.C. de la Xina (2018-2019), i finalment, el gener de 2019 es va unir a l'Extremadura UD de la segona divisió d'Espanya, club on jugava quan va morir el 2019 en un accident de trànsit prop de la seva ciutat natal.
Té el rècord de ser el jugador més cops campió de la Lliga Europea de la UEFA, amb un total de 5, dos amb l'Atlètic de Madrid i tres amb el Sevilla.

## Carrera esportiva
Va debutar a Primera Divisió amb el Sevilla FC a la temporada 1999-00, on va jugar 33 partits i va marcar un gol. El jugador d'Utrera romandria a l'equip andalús durant 4 temporades i mitja.
A l'hivern de la temporada 2003-04 va fitxar per l'Arsenal FC per 17,5 milions de lliures esterlines esdevenint fins aleshores el fitxatge més car d'un jugador espanyol.
L'agost del 2006 l'Arsenal FC va cedir el jugador al Reial Madrid a canvi de la cessió de Julio Baptista. Tot i no ser titular indiscutible amb el Reial Madrid, va ser decisiu en l'últim partit de la lliga 2006-2007 marcant dos gols claus enfront del RCD Mallorca. En la seva campanya pel Madrid va marcar 6 gols.
El 30 de juliol de 2007 es va confirmar el seu fitxatge per l'Atlètic de Madrid per 9 milions d'euros.
A l'inici de la temporada 2008-2009 va ser cedit al SL Benfica, que es va interessar pel traspàs complet del jugador al desembre de 2008, malgrat que no es va arribar a realitzar. A la temporada següent, amb l'arribada a l'Atlético del fins aleshores entrenador del Benfica, Quique Sánchez Flores, Reyes va gaudir de més protagonisme amb l'equip matalasser.
El 27 d'agost de 2009 jugà com a titular el partit de la Supercopa d'Europa 2010 en què l'Atlético de Madrid es va enfrontar a l'Inter de Milà, i va guanyar el títol, per 2 a zero. Reyes, que va marcar el primer gol del partit, fou a més nomenat millor jugador del partit.
El 5 de gener de 2012 es va fer oficial el seu traspàs al Sevilla FC per uns tres milions i mig d'euros.
El 14 de maig de 2014, va jugar com a titular la final de l'Europa League que el Sevilla va guanyar al Benfica a Torí.
L'11 d'agost de 2015 va jugar, com a titular, i va marcar un gol, al partit de la Supercopa d'Europa 2015, a Tbilisi, en què el Sevilla va perdre contra el FC Barcelona per 4 a 5.
L'11 d'agost de 2015 va jugar com a titular, i va marcar un gol, al partit de la Supercopa d'Europa 2015, a Tbilisi, en què el Sevilla va perdre contra el FC Barcelona per 4 a 5.
El dia 1 de juny de 2019, a 35 anys, va morir en un accident de trànsit.

## Palmarès
| Títol                   | Equip             | Any     |
| ----------------------- | ----------------- | ------- |
| Segona Divisió          | Sevilla FC        | 2001    |
| Eurocopa sub-19         | Espanya           | 2002    |
| Premier League          | Arsenal FC        | 2004    |
| Community Shield        | Arsenal FC        | 2004    |
| FA Cup                  | Arsenal FC        | 2005    |
| Lliga espanyola         | Reial Madrid      | 2006-07 |
| Copa Intertoto          | Atlètic de Madrid | 2007    |
| Copa de la lliga        | SL Benfica        | 2009    |
| Lliga Europa de la UEFA | Atlètic de Madrid | 2009-10 |
| Supercopa d'Europa      | Atlètic de Madrid | 2010    |
| Lliga Europa de la UEFA | Atlètic de Madrid | 2011-12 |
| Lliga Europa de la UEFA | Sevilla FC        | 2013-14 |
| Lliga Europa de la UEFA | Sevilla FC        | 2014-15 |
| Lliga Europa de la UEFA | Sevilla FC        | 2015-16 |